# Bohyně Matrona

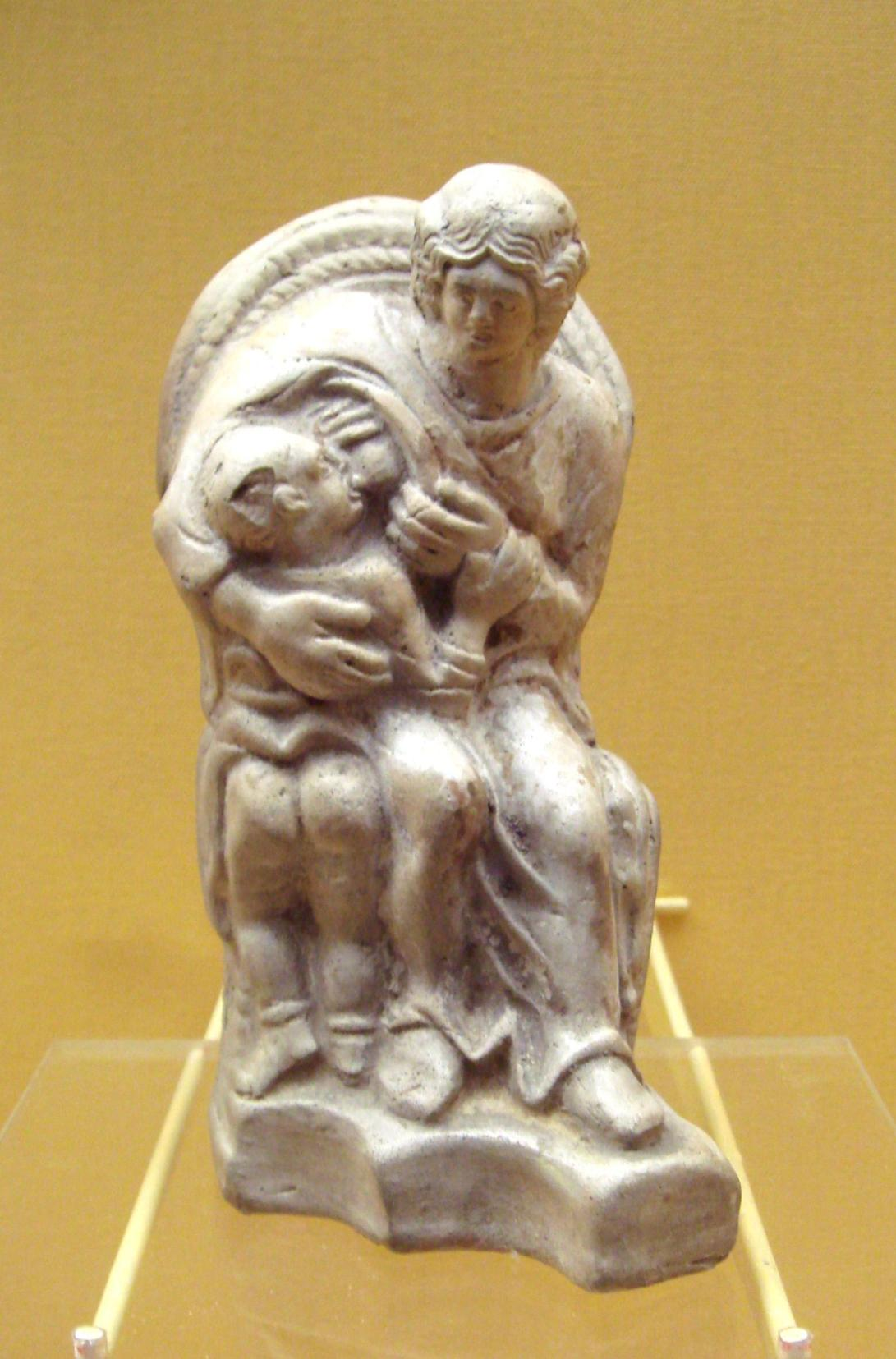
Galská bohyně Matrona

V keltské mytologii byla Dea Matrona (Božská matka) bohyní, která dala své jméno řece Marne (starověké Matrŏna) v Galii.
Galské teonymum Mātr-on-ā znamená 'Velká matka'  a bohyně Marne byla interpretována jako bohyně matky.

## Kult
Mnoho galských náboženských obrazů – včetně levných terakotových soch sériově vyráběných pro použití v domácích svatyních – zobrazuje bohyně matky kojící děti nebo držící na klíně ovoce, jiná jídla nebo malé psy. V mnoha oblastech byly takové Matronae zobrazovány ve skupinách po třech (nebo někdy po dvou, viz Matres a Matronae pro triády bohyní matky dobře doložené v celé severní Evropě).
Jméno velšské mytologické postavy Modron, matky Mabona, je odvozeno ze stejného etymonu (a Mabon má příbuzného v galštině Maponos).